# Collège des Jésuites de Valenciennes
Le collège des Jésuites de Valenciennes (ou ancien collège des Jésuites de Valenciennes) est un ensemble de bâtiments construits au XVIIe siècle puis reconstruits au XVIIIe siècle. Ils furent utilisés par les Jésuites pour l'enseignement jusqu'à leur expulsion de 1763. La bibliothèque et la chapelle sont respectivement classée et inscrite au titre des monuments historiques.

## Histoire
Ouvert en 1591, le collège s'installe en de nouveaux bâtiments construits à partir de 1601 sous la direction des frères coadjuteurs Henri Hoeimaker pour la chapelle, et Quirin Huart (1584-1628) pour le collège. Souvent inondés (l'Escaut n'est pas loin) et au moins deux fois bombardés (les sièges de 1656 et 1677) les bâtiments sont reconstruits de 1735 à 1751. 
Les Jésuites étant bannis de France en 1763 les bâtiments passent en d'autres mains. 
L'ancienne bibliothèque, devenue le site de la bibliothèque et des archives municipales de Valenciennes, est classée au titre des monuments historiques par arrêté du 13 janvier 1937.
L'ancienne chapelle, devenue l'église Saint Nicolas, est inscrite par arrêté du 27 novembre 1968.

## Architecture

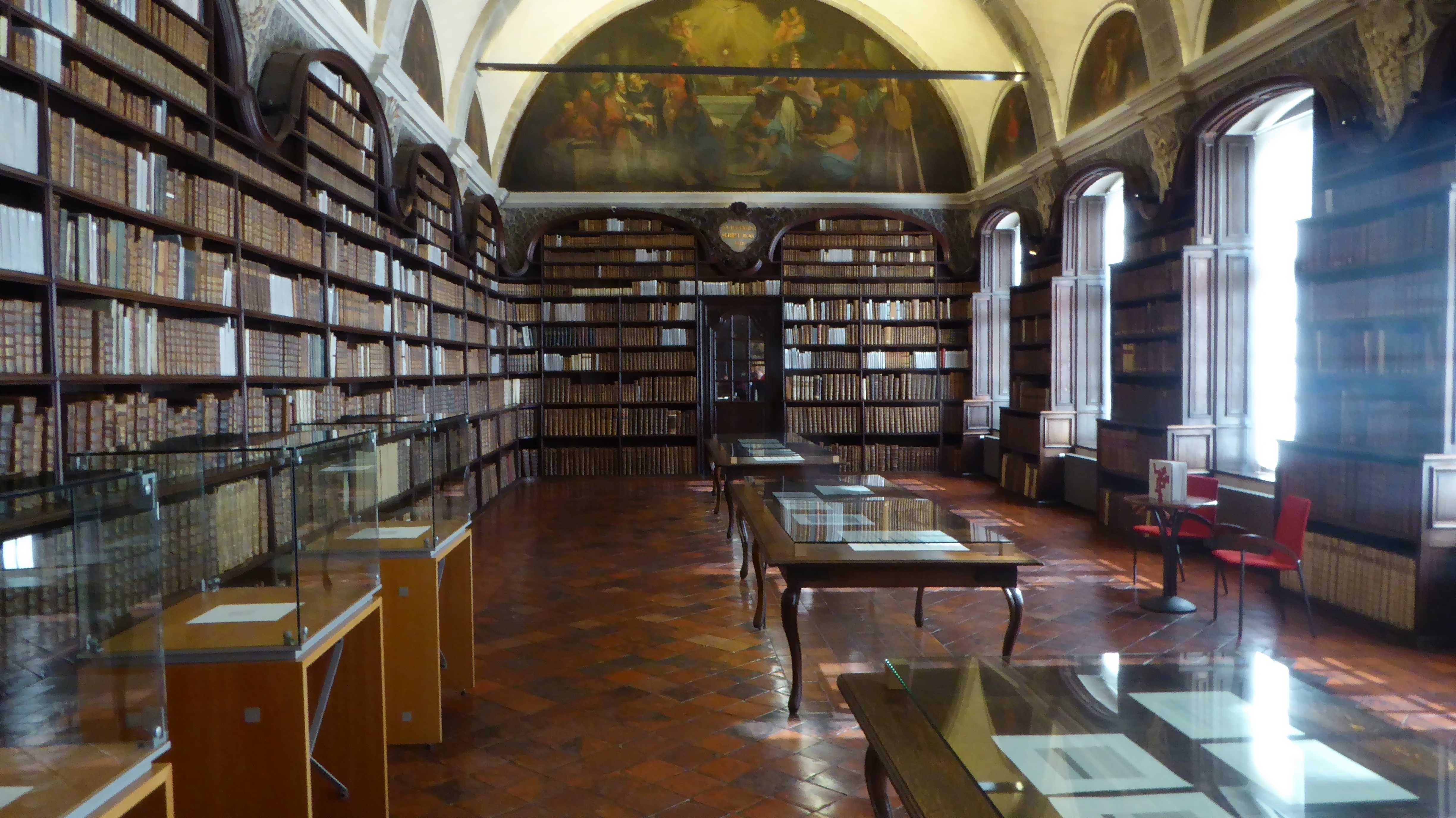
Bibliothèque municipale (ancienne bibliothèque des Jésuites)

La façade est de briques encadrée de pierre blanche. Le toit imposant est en ardoise. À l'étage, treize fenêtres de style Régence tardif contrastent avec les dix œils-de-bœuf encadrés de guirlandes « Louis XIV » du rez-de-chaussée.